# Jean-François Delahais
« Delahais » redirige ici. Pour l’article homophone, voir Delahaye.
Jean-François Delahais, né le 30 janvier 1940 à Malesherbes (Loiret), est un homme politique français. 

## Biographie
Élu maire de Saint-Égrève en 1977, il est député entre 1988 et 1993 puis suppléant de Edwige Avice aux élections législatives de 1993 pour la 5e circonscription de l'Isère. À ce titre, il la remplace à l'Assemblée nationale lorsqu'elle est nommée au gouvernement.